# Три Рутки
Три Ру́тки (рос. Три Рутки, марій. Кум Рӱдӧ) — селище у складі Гірськомарійського району Марій Ел, Росія. Входить до складу Озеркинського сільського поселення.

## Населення
Населення — 161 особа (2010; 195 у 2002).
Національний склад (станом на 2002 рік):
- росіяни — 80 %